# Jonathan Groff
Jonathan Drew Groff (sinh ngày 26 tháng 3 năm 1985) là một diễn viên, ca sĩ và nhà sản xuất người Mỹ. Được biết đến với vai diễn trên màn ảnh, sân khấu và truyền hình, Groff là người nhận được nhiều giải thưởng như Giải Grammy và được đề cử cho hai Giải Tony, hai Giải Drama League, một Giải Drama Desk và một Giải Primetime Emmy.
Groff nổi lên vào năm 2006 nhờ vai diễn Melchior Gabor trong vở nhạc kịch Spring Awakening ban đầu của Broadway, vở nhạc kịch đó mà Groff nhận được sự hoan nghênh rộng rãi và đề cử Giải Tony cho nam diễn viên chính xuất sắc nhất trong vở nhạc kịch, trở thành một trong những người trẻ nhất được đề cử cho giải thưởng, ở tuổi 21. Groff trở lại Broadway vào năm 2015 để đóng vai Vua George III trong vở nhạc kịch Hamilton, màn trình diễn mà Groff giành được đề cử cho Giải Tony cho nam diễn viên chính xuất sắc nhất trong trình diễn vở nhạc kịch. Groff cũng xuất hiện trong bản ghi âm cast, nhờ đó Groff giành được Giải Grammy cho Album nhạc kịch xuất sắc nhất.
Năm 2013, anh lồng tiếng cho nhân vật Kristoff trong phim hoạt hình Frozen. Từ năm 2017, Groff vào vai Holden Ford trong phim truyền hình Mindhunter (đài Netflix).

## Danh sách phim

### Điện ảnh
| Năm  | Tên                        | Vai                   | Ghi chú   |
| ---- | -------------------------- | --------------------- | --------- |
| 2009 | Taking Woodstock           | Michael Lang          |           |
| 2010 | Twelve Thirty              | Jeff                  |           |
| 2010 | The Conspirator            | Louis Weichmann       |           |
| 2013 | C.O.G.                     | Samuel                |           |
| 2013 | Frozen                     | Kristoff (lồng tiếng) |           |
| 2014 | Russian Broadway Shut Down | Nikolai the Athlete   | Phim ngắn |
| 2014 | Sophie                     | Ben                   | Phim ngắn |
| 2014 | American Sniper            | Young Vet Mads        |           |
| 2015 | Frozen Fever               | Kristoff (lồng tiếng) | Phim ngắn |
| 2017 | Olaf's Frozen Adventure    | Kristoff (lồng tiếng) | Phim ngắn |
| 2019 | Frozen 2                   | Kristoff (lồng tiếng) | Hậu kỳ    |